# Dominic Antonelli

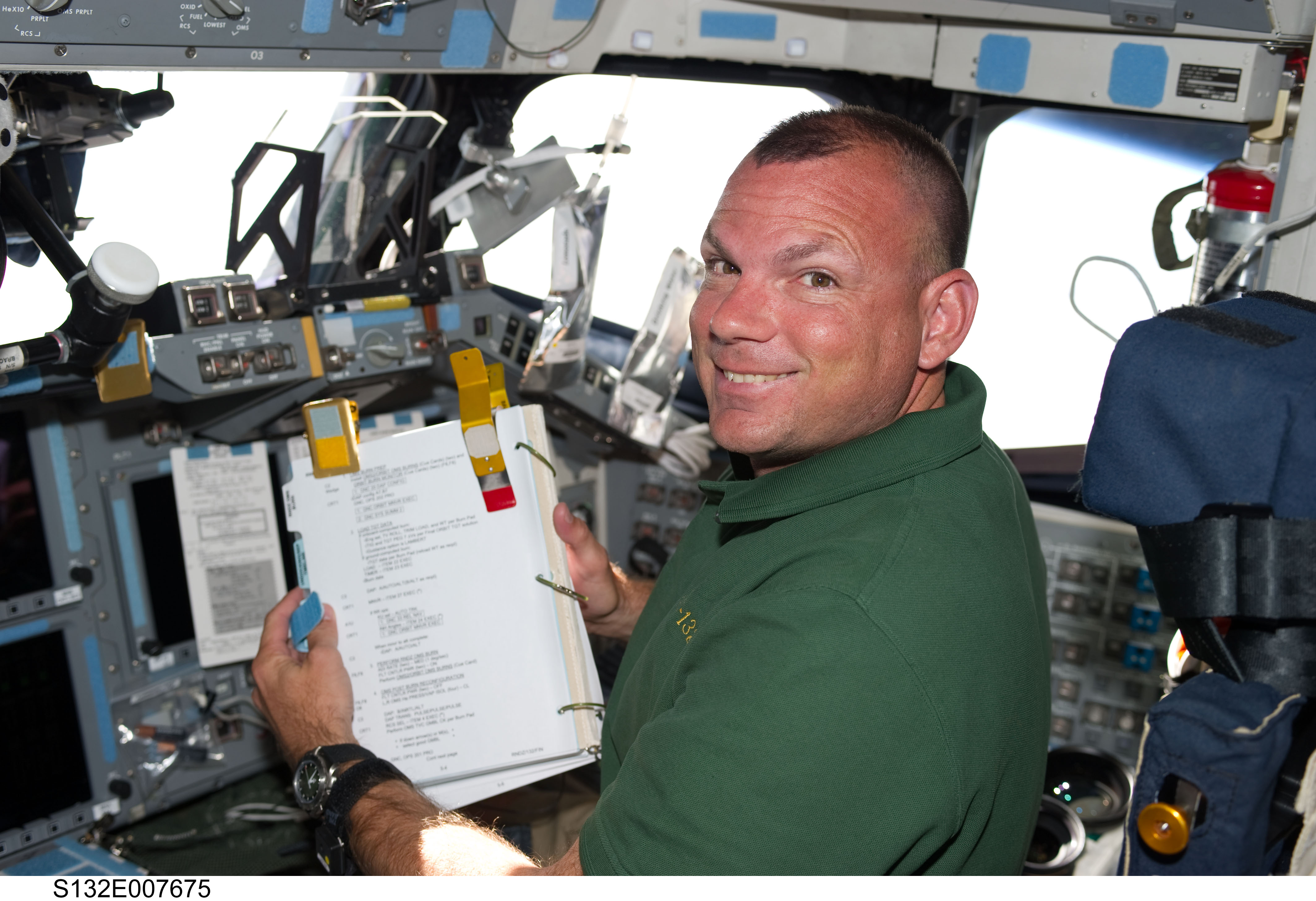
Misja STS-132 – Tony Antonelli
w kokpicie promu Atlantis

Dominic Anthony „Tony” Antonelli (ur. 23 sierpnia 1967 w Detroit) – amerykański astronauta, pilot wojskowy, inżynier, komandor porucznik United States Navy.

## Wykształcenie i służba wojskowa
- 1985 – ukończył szkołę średnią (Douglas Byrd High School) w Fayetteville w  Karolinie Północnej.
- 1989 – został absolwentem Massachusetts Institute of Technology, otrzymując licencjat z aeronautyki i astronautyki.
- 1991–2000 – służył w lotnictwie morskim. Latał samolotem F/A-18 Hornet należącym do 146 eskadry myśliwsko-szturmowej, stacjonującej na lotniskowcu USS „Nimitz”. Podczas służby zdobył uprawnienia LSO (Landing Signal Officer) – oficera odpowiedzialnego za sprowadzanie samolotów na pokład lotniskowców. W 1996 wziął udział w operacji Southern Watch (patrolowanie zdemilitaryzowanej strefy Iraku)
- 1997 – ukończył Szkołę Pilotów Doświadczalnych Sił Powietrznych (US Air Force Test Pilot School) w bazie lotniczej Edwards w Kalifornii.
- 2002 – uzyskał na University of Washington magisterium w dziedzinie aeronautyki i astronautyki.

Jako pilot wylatał ponad 3200 godzin na 41. typach samolotów.

## Praca w NASA i kariera astronauty
- 26 lipca 2000 – został przyjęty do korpusu astronautów NASA (NASA-18) jako kandydat na pilota promu kosmicznego. Jeszcze w tym samym roku rozpoczął szkolenie specjalistyczne, w ramach którego zapoznał się z budową Międzynarodowej Stacji Kosmicznej (ISS) oraz promu kosmicznego. Przeszedł również trening przetrwania w warunkach ekstremalnych.
- 2002 – zakończył kurs podstawowy, po którym otrzymał przydział do Biura Astronautów NASA.
- 2007 – czerwcu podczas misji STS-117 pełnił funkcję operatora łączności (CapCom) w centrum kierowania lotem w Houston. W październiku powierzono mu funkcję pilota w załodze STS-119.
- 15–28 marca 2009 – jako pilot wahadłowca Discovery uczestniczył w trzynastodniowej misji STS-119.
- 14–26 maja 2010 – po raz drugi przebywał na orbicie okołoziemskiej, pilotując prom Atlantis podczas misji STS-132.

## Życie prywatne
Jest żonaty i ma dwoje dzieci.

## Odznaczenia i nagrody
- Meritorious Service Medal
- Navy Commendation Medal
- Navy Achievement Medal – dwukrotnie
- Naval Aviator Wings
- NASA Exceptional Achievement Medal
- NASA Superior Accomplishment Award
- NASA Return-to-Flight Award
- Universal Astronaut Insignia za lot orbitalny (nr 487) – Stowarzyszenie Uczestników Lotów Kosmicznych (Association of Space Explorers(inne języki))[1]

## Wykaz lotów
| Loty kosmiczne, w których uczestniczył Dominic A. Antonelli             | Loty kosmiczne, w których uczestniczył Dominic A. Antonelli | Loty kosmiczne, w których uczestniczył Dominic A. Antonelli | Loty kosmiczne, w których uczestniczył Dominic A. Antonelli | Loty kosmiczne, w których uczestniczył Dominic A. Antonelli | Loty kosmiczne, w których uczestniczył Dominic A. Antonelli | Loty kosmiczne, w których uczestniczył Dominic A. Antonelli |
| Nr                                                                      | Data startu                                                 | Data lądowania                                              | Statek kosmiczny                                            | Funkcja                                                     | Czas trwania                                                |                                                             |
| ----------------------------------------------------------------------- | ----------------------------------------------------------- | ----------------------------------------------------------- | ----------------------------------------------------------- | ----------------------------------------------------------- | ----------------------------------------------------------- | ----------------------------------------------------------- |
| 1                                                                       | 15 marca 2009                                               | 28 marca 2009                                               | STS-119 Discovery F-36                                      | Pilot wahadłowca                                            | 12 dni 19 godzin 29 minut i 33 sekundy                      |                                                             |
| 2                                                                       | 14 maja 2010                                                | 26 maja 2010                                                | STS-132 Atlantis F-32                                       | Pilot wahadłowca                                            | 11 dni 18 godzin 28 minut i 2 sekundy                       |                                                             |
| Łączny czas spędzony w kosmosie — 24 dni 13 godzin 58 minut i 55 sekund |                                                             |                                                             |                                                             |                                                             |                                                             |                                                             |